# Oxyamerus truncatus
Oxyamerus truncatus – gatunek roztocza z kohorty mechowców i rodziny Oxyameridae.
Gatunek ten został opisany w 1979 roku przez Marie Hammer.
Mechowiec o kasztanowobrązowym ciele długości ok. 0,47 mm. Szczeciny rostralne lancetowate i przejrzyste, a rostrum ścięte. Szczeciny lamellarne bardzo cienkie. Sensilus gruby. Szczeciny notogastralne bardzo długie.
Gatunek znany tylko z indonezyjskiej wyspy Jawa.